# حادث خليج عمان (مايو 2019)
حادث خليج عمان أدّى إلى إلحاق أضرار بأربع سفن تجارية بالقرب من ميناء الفجيرة في خليج عمان، بتاريخ 12 مايو 2019. وذكرت وزارة الخارجية الإماراتية ان السفن تعرضت “لهجوم تخريبي” الا انها لم توضح من هو المسؤول أو كيف وقع التخريب.

## الحادث
قالت وزارة الخارجية الإماراتية إن السفن كانت بالقرب من المياه الإقليمية للبلاد في خليج عمان، شرق ميناء الفجيرة، عندما وقع الضرر في حوالي الساعة السادسة من صباح اليوم، وأنه لم تقع إصابات، فضلا عن “عدم تسرب المواد الكيميائية الضارة أو الوقود”. واكدوا مجددا انه سيتم التحقيق في الحادث "بالتعاون مع الهيئات المحلية والدولية“.
وذكر خالد الفالح وزير الطاقة والصناعة والثروة المعدنية السعودي ورئيس شركة أرامكو السعودية أن اثنتين من السفن المتضررة هما ناقلة نفط مملوكة سعودية. وأضاف ان “إحدى السفينتين كانت في طريقها لتحميلها بالنفط الخام السعودي من ميناء رأس تنورة لتسليمها إلى عملاء أرامكو السعودية في الولايات المتحدة”.
وذكرت شركة تومي لإدارة السفن، وهي الشركة التي تملك السفينة النرويجية، أن سفينتهم قد “اصطدمت بجسم غير معروف على خط الماء” بينما كانت راسية قبالة الفجيرة.

## العواقب
ونتيجة لهذا الحادث، أصدرت الإدارة البحرية الأمريكية تحذيرا لجميع السفن قبالة سواحل الإمارات العربية المتحدة بسبب “أعمال تخريبية” واقترحت توخي الحذر “في الأسبوع المقبل على الأقل”.